# آندرس بیل
آندرس بیل (انگلیسی: Anders Bille; ۱۹ مارس ۱۶۰۰ – ۱۰ نوامبر ۱۶۵۷) پرسنل نظامی اهل دانمارک بود.